# Czernice (powiat choszczeński)
Czernice – kolonia w Polsce położona w województwie zachodniopomorskim, w powiecie choszczeńskim, w gminie Choszczno. W latach 1975−1998 miejscowość administracyjnie należała do województwa gorzowskiego. W roku 2007 kolonia liczyła 8 mieszkańców. Kolonia wchodzi w skład sołectwa Sulino.

## Geografia
Kolonia leży ok. 1,3 km na południowy wschód od Sulina.